# Il superlativo assoluto
Il superlativo assoluto è il romanzo d'esordio di Giampaolo Rugarli pubblicato nel 1987 da Garzanti e vincitore del Premio Bagutta nella sezione “Opera prima”.
Protagonista del romanzo - nel quale la critica ha ravvisto echi kafkiani - è Adelaide Toro, attempata signorina cardiopatica, che vive col suo gatto Esculapio. Quel che soprattutto la donna desidera è di veder pubblicato il romanzo che ha scritto intitolato Il superlativo assoluto. Trova un editore disposto a pubblicarlo a patto che vengano apportate delle modifiche per renderlo più commerciale.